# 布吕斯维利
布吕斯维利（法語：Brusvily）是法国阿摩尔滨海省的一个市镇，位于该省东部，属于迪南区。该市镇总面积11.83平方公里，2009年时的人口为1037人。

## 人口
布吕斯维利人口变化图示